# José Cesário
José de Almeida Cesário (ur. 20 lipca 1958 w Viseu) – portugalski polityk, nauczyciel i samorządowiec, długoletni poseł do Zgromadzenia Republiki, sekretarz stanu w administracji rządowej.

## Życiorys
Ukończył studia z dziedziny administracji i zarządzania. Pracował jako nauczyciel, działał w organizacji związkowej, a także współtworzył stowarzyszenie nauczycieli szkół podstawowych.
Zaangażował się w działalność polityczną w ramach Partii Socjaldemokratycznej (PSD). W 1983 został wybrany na posła do Zgromadzenia Republiki III kadencji. Z powodzeniem ubiegał się o reelekcję w kolejnych wyborach w 1985, 1987, 1991, 1995, 1999, 2002, 2005, 2009, 2011, 2015 i 2019, wchodząc w skład portugalskiego parlamentu IV, V, VI, VII, VIII, IX, X, XI, XII, XIII i XIV kadencji. Do 2005 reprezentował okręg Viseu, następnie zaś wybierany z okręgu przeznaczonego dla pozaeuropejskiej diaspory. Mandat w tymże okręgu (na XVI i XVII kadencję) uzyskiwał następnie w 2024 i 2025.
Był również radnym Viseu i Cinfães, przewodniczącym okręgowej struktury PSD w Viseu, a także zastępcą sekretarza generalnego socjaldemokratów. W XV rządzie konstytucyjnym José Manuela Barroso pełnił funkcję sekretarza stanu ds. wspólnot portugalskich (2002–2004), zaś w XVI gabinecie Pedra Santanty Lopesa zajmował stanowisko sekretarza stanu ds. administracji lokalnej (2004–2005). W 2011 ponownie uzyskał nominację na sekretarza stanu w MSZ ds. wspólnot portugalskich w rządzie Pedra Passosa Coelho. Pełnił tę funkcję w obu gabinetach tego premiera do 2015. Powrócił na to stanowisko w 2024, dołączając do rządu Luísa Montenegra; urząd ten sprawował do 2025.

## Odznaczenia
Odznaczony m.in. Krzyżem Wielkim Orderu Krzyża Południa.